# Rhamphomyia deformicauda
Rhamphomyia deformicauda är en tvåvingeart som beskrevs av Saigusa 1964. Rhamphomyia deformicauda ingår i släktet Rhamphomyia och familjen dansflugor. Inga underarter finns listade i Catalogue of Life.